# Adolf Hyła
Adolf Hyła (2 de mayo de 1897 - 24 de diciembre de 1965) fue un pintor y profesor de arte polaco. Fue el autor de la más popular versión de la "imagen de la Divina Misericordia" en 1943.

## Biografía

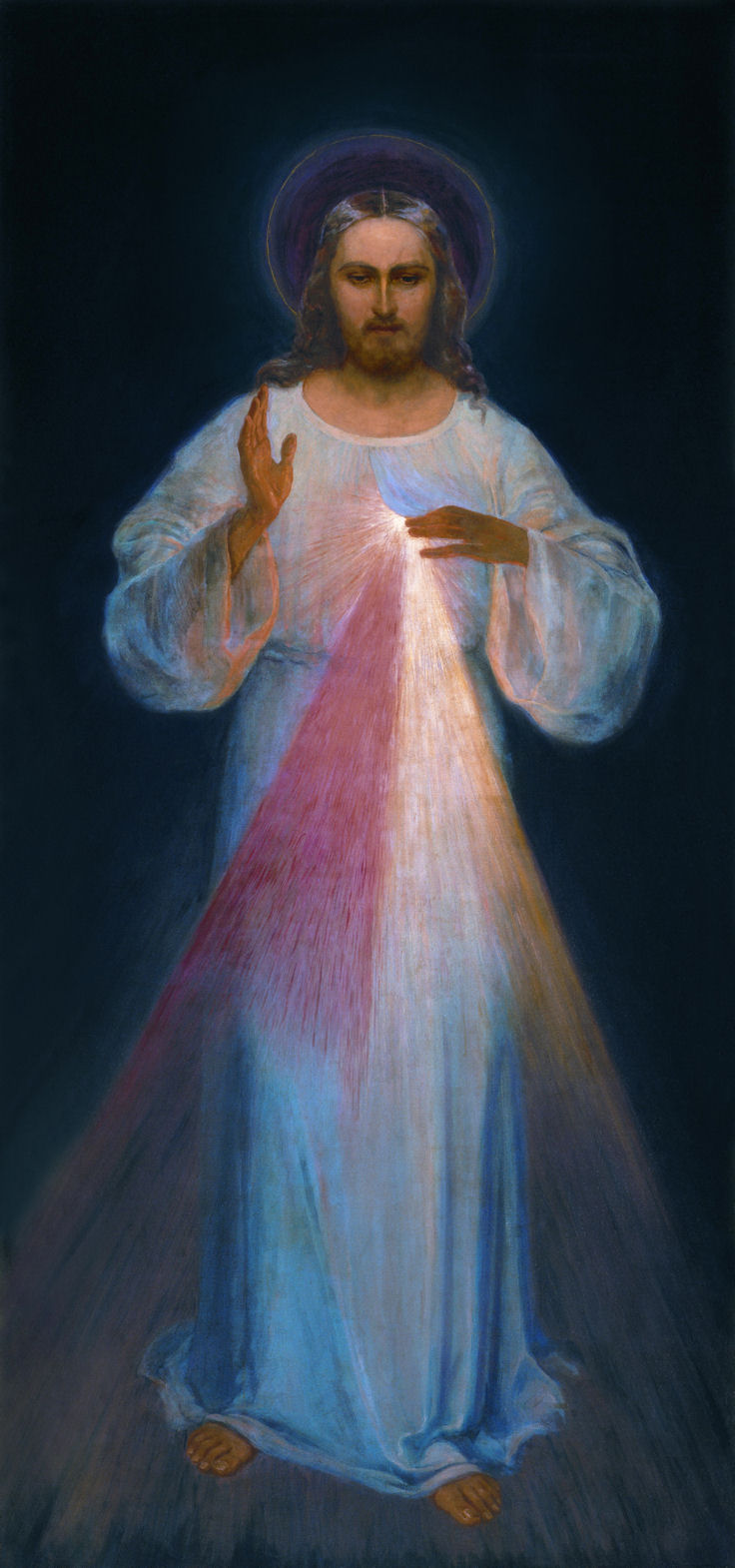
Versión en el que se basó Hyła, la pintura de Eugeniusz Kazimirowski de 1934.

Hyła nació en Bielsko-Biała, hijo de Józef y Salomea, y su hermano, Antoni (1908-1975) fue un escultor. Adolf asistió a una escuela en Cracovia, luego fue a Khyriv donde se graduó en 1917. El estudió pintura junto con Jacek Malczewski. Entre 1918 y 1920, se alistó intermitentemente en el Ejército de Polonia, donde durante ese tiempo trabajó en la oficina del National Kilimkarni. En 1922, el estudió historia del arte y filosofía en la Universidad Jaguelónica. Hyła enseñó dibujo en una escuela secundaria en Będzin entre 1920 y 1948, enseñando trabajo práctico en varias escuelas secundarias de Cracovia. Pasó sus dos clases de enseñanza de Bellas Artes, una en Cracovia en 1930, y en 1936 en el Instituto de artesanías en Varsovia artesanías para la enseñanza práctica Hyla enseñó dibujo y artesanías en la Escuela Privada Mikołaj Kopernik alrededor de 1934.
Hyła pintó la imagen de la Divina Misericordia para el Santuario de la Divina Misericordia en Cracovia, como un pago de promesa por haber sobrevivido a la Segunda Guerra Mundial. La imagen fue pintada cinco años después de la muerte de Faustina Kowalska (1938) bajo la dirección de su confesor Józef Andrasz. Es una imagen basada ligeramente de primera por Eugeniusz Kazimirowski, la cual fue supervisada por la misma Kowalska y su otro confesor el beato Michał Sopoćko en 1934. La versión inicial de Hyła tenía un paisaje del país detrás de Cristo, pero esto fue considerado "no-litúrgico" y fue editado posteriormente fuera de la segunda versión, la más familiar.
Adolf Hyła también pintó otros retratos, incluyendo aquellos de Alberto Chmielowski, Józef Piłsudski y del Capuchino Provincial Kazimierz Niczyński y una serie de paisajes, incluyendo la del Foro Romano de 1931, la iglesia de Obidowa en 1934, la pendiente de Świnica de Czarny Staw Gąsienicowy en 1936, el río Czarny Dunajec en Witów en 1937, Wąwóz Kraków en Dolina Kościeliska y la Marina en Orłowo en 1947 y la Costa de Sopot en 1958.
Mientras era el Arzobispo de Cracovia, Karol Wojtyła inició las preparaciones para el proceso de beatificación, el acta notarial dio los derechos de autor de Hyła a aquella imagen de Jesús en el Santuario de la Divina Misericordia de Cracovia. Quería los ingresos de la publicación de las imágenes sean transferidos al proceso de beatificación de sor Faustina Kowalska, pero murió en Cracovia a la edad de 68 antes de que pudiera iniciarse el proceso.